# Élections constituantes de 1945 dans le Gard
Les élections constituantes françaises de 1945 dans le Gard se déroulent le 21 octobre.

## Mode de scrutin
Les députés sont élus selon le système de représentation proportionnelle suivant la règle de la plus forte moyenne dans le département, sans panachage ni vote préférentiel.
Il y a 586 sièges à pourvoir.
Dans le département du Gard, cinq députés sont à élire.

## Élus
Les cinq députés élus sont : 
| Identité         | Parti | Parti |
| ---------------- | ----- | ----- |
| Gabriel Roucaute |       | PCF   |
| Gilberte Roca    |       | PCF   |
| Georges Bruguier |       | SFIO  |
| Paul Béchard     |       | SFIO  |
| Édouard Thibault |       | MRP   |

## Résultats

### Résultats à l'échelle du département
| Parti          | Parti                                                                                              | Tête de liste     | Résultats | Résultats | Sièges |
| Parti          | Parti                                                                                              | Tête de liste     | Voix      | %         | Sièges |
| -------------- | -------------------------------------------------------------------------------------------------- | ----------------- | --------- | --------- | ------ |
|                | Parti communiste français                                                                          | Gabriel Roucaute  | 64 535    | 35,26     | 2      |
|                | Section française de l'Internationale ouvrière - Union démocratique et socialiste de la Résistance | Georges Bruguier  | 56 494    | 30,87     | 2      |
|                | Mouvement républicain populaire                                                                    | Édouard Thibault  | 39 947    | 21,83     | 1      |
|                | Regroupement libéral                                                                               | François de Ramel | 11 039    | 6,03      | -      |
|                | Parti républicain, radical et radical-socialiste                                                   | Marcel Ribera     | 11 005    | 6,01      | -      |
|                | |                   |           |           |        |
| Inscrits       | Inscrits                                                                                           | Inscrits          | 232 501   | 100,00    | 5      |
| Votants        | Votants                                                                                            | Votants           | 187 100   | 80,47     |        |
| Blancs et nuls | Blancs et nuls                                                                                     | Blancs et nuls    | 4 080     | 2,18      |        |
| Exprimés       | Exprimés                                                                                           | Exprimés          | 183 020   | 97,82     |        |